# Chirita macrorhiza
Chirita macrorhiza är en tvåhjärtbladig växtart som beskrevs av Ding Fang och D.H. Qin. Chirita macrorhiza ingår i släktet Chirita och familjen Gesneriaceae. Inga underarter finns listade i Catalogue of Life.